# Acanthonema strigosum
Acanthonema strigosum là một loài thực vật có hoa trong họ Tai voi. Loài này được Hook.f. mô tả khoa học đầu tiên năm 1862.